# 셰이니스 팔라시오스
셰이니스 알론드라 팔라시오스 코르네호 (Sheynnis Alondra Palacios Cornejo, 2000년 5월 30일 ~ )는 니카라과 모델이자 미스 유니버스 2023 대회 우승자이다. 과거 미스 월드 2021에 니카라과 대표로 참가하기도 했다.